# مارتین اولمن
مارتین اولمن (انگلیسی: Martin Ullmann؛ زادهٔ ۱۱ دسامبر ۱۹۸۶) بازیکن فوتبال اهل آلمان است.
از باشگاه‌هایی که در آن بازی کرده‌است می‌توان به باشگاه فوتبال تسویکاو، باشگاه فوتبال کارل زایس ینا، و باشگاه فوتبال قوت-وایس ارفورت اشاره کرد.